# Aéroport de Tainan
L'aéroport de Tainan (en chinois traditionnel : 臺南航空站), (code IATA : TNN • code OACI : RCNN) est un aéroport commercial de taille moyenne situé dans le district Sud de Tainan, à Taïwan.
Ouvert en 1949, il est le troisième aéroport domestique de l'île après ceux de Taipei Songshan et de Kaohsiung. 
Depuis la mise en service du train à grande vitesse HSR, le trafic civil a fortement baissé. En conséquence, Far Eastern Air Transport a décidé de suspendre ses 18 vols quotidiens vers Taipei-Songshan à partir du 1er mars 2008. Son concurrent TransAsia Airways a commencé à réduire la capacité sur la même ligne (20 vols quotidiens) en remplaçant des A320 par des ATR-72 avant de fermer complètement la ligne à partir du 1er août 2008.
L'aéroport possède deux pistes parallèles longues de 3 050 mètres et larges de 45 mètres : 18L (36R) principale et 18R (36L) auxiliaire. La parking civil de 34 791 mètres carrés peut accueillir 5 appareils. 
Les pistes sont partagées avec la base aérienne militaire qui abrite une escadre de chasseurs Ching-Kuo. Celle-ci abrita des armes nucléaires des États-Unis de 1958 à 1974.

## Situation
| \| 20 km1:1 721 000 \| Taipei-Taoyuan Taipei Songshan Kaohsiung Taichung Tainan Hualien Chiayi Lutao Hengchun Kinmen Magong Beigan Nangan Lanyu · île des Orchidées Pingtung Tchimeï Taitung Wangan |
| 20 km1:1 721 000 |

## Statistiques
Pour des raisons techniques, il est temporairement impossible d'afficher le graphique qui aurait dû être présenté ici.

Voir la requête brute et les sources sur Wikidata.

## Compagnies aériennes
| Compagnies     | Destinations                     |
| -------------- | -------------------------------- |
| China Airlines | Hong Kong, Osaka-Kansai          |
| Uni Air        | Kinmen, Magong                   |
| Vietjet Air    | Hô Chi Minh Ville (Tân Sơn Nhất) |

Édité le 04/08/2018